# Dunoon
Dunoon, schottisch-gälisch: Dùn Omhain, Scots Dunuin, ist eine Stadt in Argyll and Bute, Schottland. Sie liegt direkt am Firth of Clyde, unterhalb des Holy Loch.

## Geschichte
Dem Zensus von 2011 zufolge hatte die Stadt 8454 Einwohner. Der Ort hat sich um die aus dem 12. Jahrhundert stammende Burg Dunoon Castle entwickelt, deren Ruinen oberhalb der Stadt auf dem so genannten Castle Hill liegen. Dunoon Castle gehörte ursprünglich der Adelsfamilie Lamont, kam aber später in den direkten Besitz der Könige von Schottland, die damit die Herzöge von Argyll aus dem Clan Campbell belehnten. Die Burg, in der sich Maria Stuart um 1563 einige Zeit aufhielt, wurde 1685 während der Monmouth-Rebellion zerstört. Einige Kilometer südlich der Stadt liegt mit dem 1820 errichteten Castle Toward ein weiteres Schloss.
Während des Zweiten Weltkriegs war am Holy Loch eine U-Boot-Flottille der Royal Navy stationiert, in der Zeit des Kalten Kriegs war Holy Loch Standort amerikanischer Atom-U-Boote. Der Abzug der US Navy 1992 führte zu einer lokalen Wirtschaftskrise. Die Stadt hat sich jedoch von diesem Einschnitt schnell erholt, da sie von den guten Verbindungen nach Glasgow stark profitiert und ein beliebter Wohnsitz für Pendler ist.
Am letzten Augustwochenende findet in Dunoon das Cowal Highland Gathering statt, die umfangreichsten und am stärksten besuchten Highland Games der Welt.

## Verkehr
Dunoon liegt an der A815 und der A885. Die Ortschaft besitzt einen Hafen, der 2005 ausgebaut wurde und die Nutzung durch moderne Ro-Ro-Fähren erlaubt. Vom Dunoon Pier aus fährt die Linie der Caledonian MacBrayne einmal pro Stunde nach Gourock. Am Fährenterminal kann man direkt in den Zug steigen, der einen auf direktem Wege nach Glasgow bringt.
Von Hunter’s Quay aus kann man mit den Western Ferries ebenfalls nach Gourock fahren, jedoch landet die Fähre nicht am gleichen Hafen. Der Fährbetrieb der Western Ferries ist in Stoßzeiten bis zu vier Mal pro Stunde. In der Regel fahren die Fähren im Pendelverkehr alle 20 Minuten.

## Söhne und Töchter der Stadt
- Joseph Taylor (1850–1888), Fußballspieler und -funktionär
- Clark Whyte (1904–nach 1931), Eishockeyspieler
- Sylvester McCoy (* 1943), Schauspieler
- Virginia Bottomley, Baroness Bottomley of Nettlestone (* 1948), Politikerin (Conservative Party) und Life Peer